# Our Blushing Brides
Our Blushing Brides – amerykański dramat z 1930 r. w reżyserii Harry'ego Beaumonta. Został zrealizowany w erze Pre-Code.

## Treść
Perypetie 3 kobiet, poszukujących bogatego męża.

## Obsada
- Joan Crawford - Geraldine „Gerry” March
- Anita Page - Connie Blair
- Dorothy Sebastian - Francine Daniels